# AU Microscopii
AU Microscopii (AU Mic) é uma pequena estrela localizada a 32,3 anos-luz (9,9 parsecs) de distância da Terra – cerca de oito vezes mais longe que a estrela mais próxima que não o Sol. A magnitude visual aparente de AU Microscopii é de 8,73, ou seja, ela é muito tênue para ser vista a olho nu. Ela ganhou esta designação porque está na constelação meridional Microscopium e porque é uma estrela variável. Como β Pictoris, AU Microscopii possui um disco circunstelar de poeira, conhecido como disco de detritos.

## Propriedades estelares

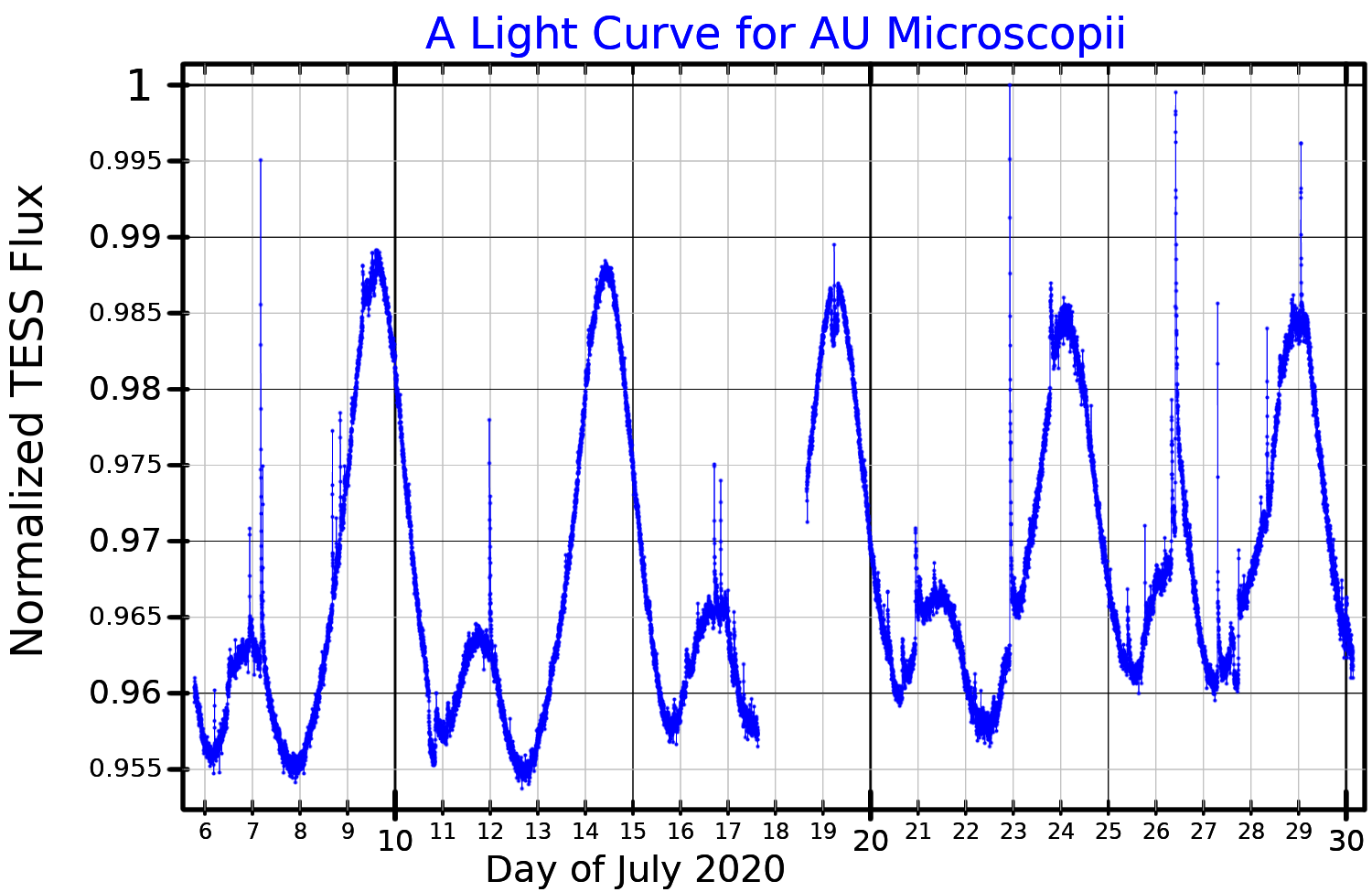
Uma curva de luz para AU Microscopii, traçada a partir de dados de satélite TESS

AU Mic é uma estrela jovem de apenas 12 milhões de anos, menos de 1% da idade do Sol. Com uma classificação estelar M1Ve, é uma estrela anã vermelha com 60% do raio do Sol. Apesar de possuir mais da metade da massa do Sol, sua radiação corresponde a apenas 9% da daquele. Esta energia é emitida pela atmosfera exterior a uma temperatura efetiva de 3 730 K, que lhe confere o brilho com tom laranja-vermelho de uma estrela tipo M. AU Microscopii é um membro do grupo movente β Pictoris e pode estar gravitacionalmente ligada ao sistema de estrelas binárias AT Microscopii.
AU Microscopii foi observada em todo o espectro eletromagnético, do rádio aos raios X, e é conhecida por passar por atividade eruptiva em todos esses comprimentos de onda. O seu comportamento eruptivo foi observado pela primeira vez em 1973. Sublinhando esses surtos randômicos, há uma variação quase senoidal no seu brilho, com período de 4,865 dias. A amplitude desta variação se modifica lentamente com o tempo. A variação de brilho na banda V foi de aproximadamente 0,3 magnitude em 1971; até 1980, foi de somente 0,1 magnitude.

## Disco circunstelar

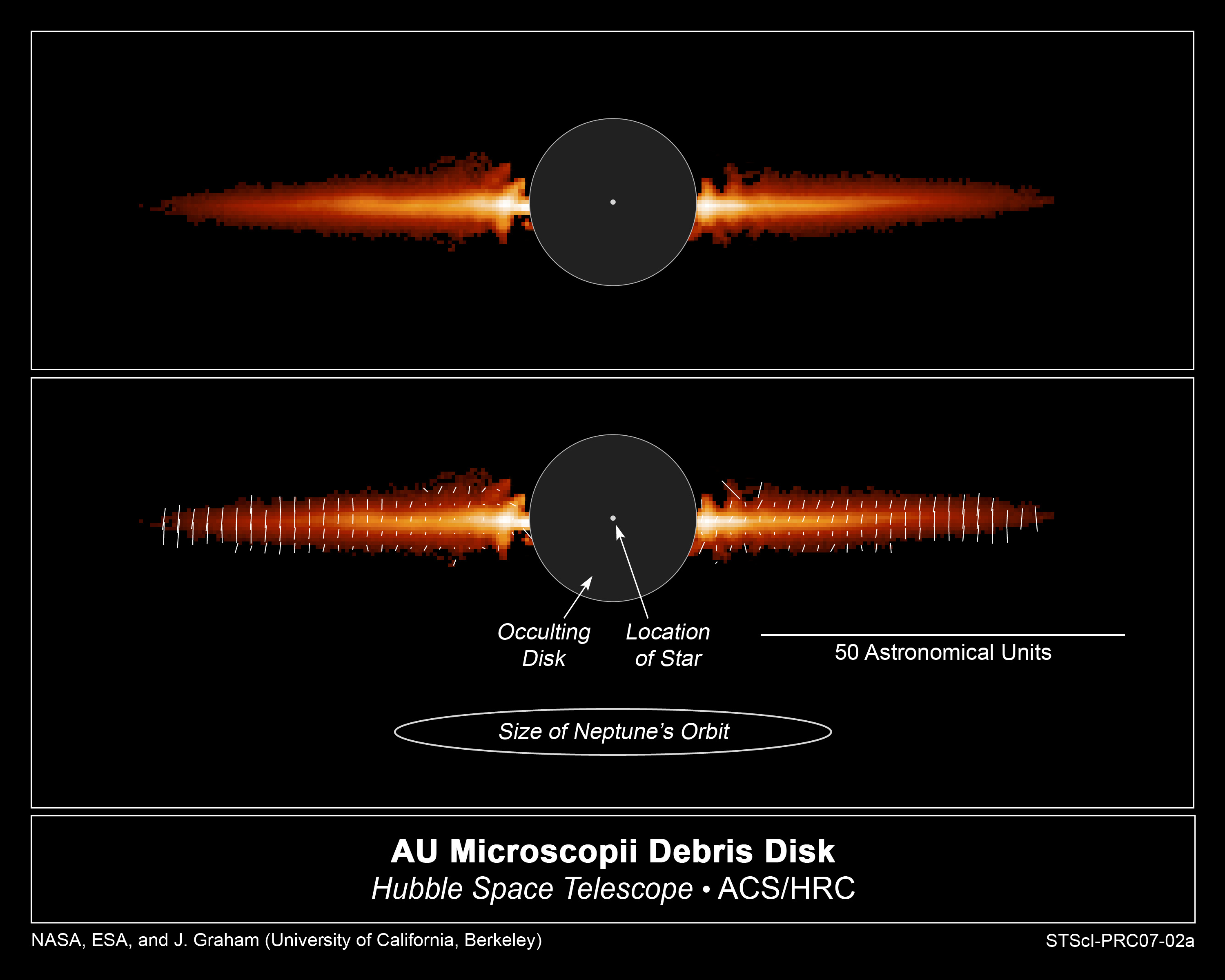
Imagem do telescópio espacial Hubble do disco circunstelar ao redor de AU Microscopii.

AU Microscopii possui um disco de poeira próprio, observado pela primeira vez em comprimentos de onda ópticos em 2003 por Paul Kalas e colaboradores, utilizando o telescópio de 2,2 m da Universidade do Havaí, em Mauna Kea, Havaí. Este grande disco circunstelar tem a sua borda voltada para a Terra e seu raio mede pelo menos 200 UA. Dada a grande distância para a sua estrela, a idade da poeira do disco excede a da estrela. O disco possui uma razão entre as massas de gás e de poeira de não mais do que 6:1, muito menor do que o valor primordial normalmente assumido de 100:1. O disco circunstelar é, portanto, referido como “pobre em gás”. Estima-se que a quantidade total da poeira visível seja de pelo menos uma massa lunar, enquanto os maiores planetesimais a partir dos quais a poeira foi produzida têm pelo menos seis massas lunares.
A distribuição espectral de energia do disco circunstelar de AU Microscopii em comprimentos de onda submilimétricos indica a presença de um buraco interior no disco que se estende até 17 UA, enquanto imagens de luz espalhada levam a estimar o raio do buraco interior em 12 UA. A combinação da distribuição espectral de energia com o perfil de brilho superficial permite uma estimativa menor do raio do buraco interior, de 1 a 10 UA.
A parte interior do disco é assimétrica e mostra estrutura nas 40 UA interiores. A estrutura interior foi comparada com a que se espera encontrar quando o disco é influenciado por corpos maiores ou passou recentemente pela formação de planeta.
A presença do buraco interior e a estrutura assimétrica levaram vários astrônomos a procurar planetas orbitando AU Microscopii, mas até 2007 as pesquisas não levaram à detecção de planetas.
O brilho superficial (brilho por unidade de área) do disco na proximidade do infravermelho {\displaystyle \scriptstyle I} como uma função da distância projetada {\displaystyle \scriptstyle r} da estrela segue uma forma característica. O interior {\displaystyle \scriptstyle r\,<\,15AU} do disco parece aproximadamente constante em densidade e o brilho não se altera, ficando mais ou menos nivelado. Em torno de {\displaystyle \scriptstyle r\,\approx \,15AU}, a densidade e o brilho superficial começam a decrescer: inicialmente, decrescem vagarosamente em proporção à distância, da forma {\displaystyle \scriptstyle I\,\propto \,r^{-1.8}}; então, externamente a {\displaystyle \scriptstyle r\,\approx \,43AU}, densidade e brilho caem muito mais bruscamente, da forma {\displaystyle \scriptstyle I\,\propto \,r^{-4.7}}.  Esta forma de “lei de potência quebrada” é similar à forma do perfil do disco de β Pic.
Em outubro de 2015 foi reportado que astrônomos usando o Very Large Telescope (VLT) tinham detectado estruturas muito pouco usuais no disco movimentando-se para fora. Comparando as imagens do VLT com as tiradas pelo Hubble em 2010 e 2011, verificou-se que as estruturas semelhantes a ondas estão se afastando da estrela a velocidades de até 10 km/s. As ondas mais distantes da estrela parecem estar se movendo mais rapidamente do que as próximas, e pelo menos três das estruturas estão se movendo com velocidade suficiente para escapar da atração gravitacional da estrela.

## Métodos de observação

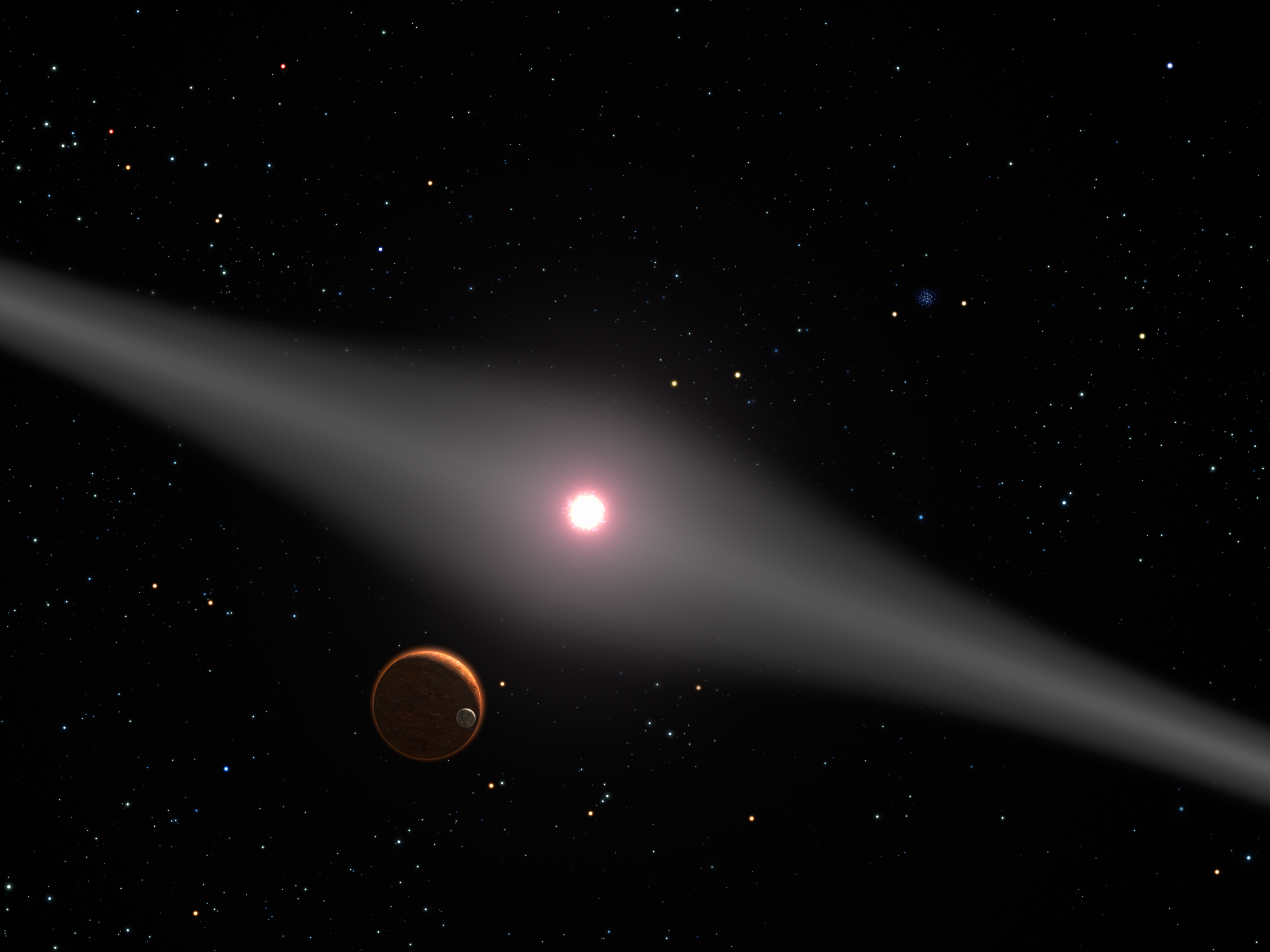
Impresssão artística de AU Microscopii. Crédito: NASA/ESA/G. Bacon (STScI)

O disco de AU Mic foi observado em diversos comprimentos de onda, fornecendo diferentes tipos de informação sobre o sistema. A luz do disco observada em comprimentos de onda ópticos é a luz estelar que se refletiu (espalhou) nas partículas de poeira em direção à Terra. Observações nesses comprimentos de onda utilizam uma mancha em um coronógrafo para bloquear a luz brilhante proveniente diretamente da estrela. Essas observações fornecem imagens de alta resolução do disco. Como a luz com comprimento de onda maior do que o tamanho de um grão de poeira se espalha mal, a comparação de imagens em diferentes comprimentos de onda (visível e próxima ao infravermelho, por exemplo) fornece informação sobre os tamanhos dos grãos de poeira no disco.
Observações ópticas foram feitas com o Hubble e com os telescópios Keck. O sistema também foi observado no infravermelho e em comprimentos de onda submilimétricos. Esta luz é emitida diretamente pelos grãos de poeira, como resultado do seu calor interno (radiação de corpo negro modificado). Não há resolução para o disco nesses comprimentos de onda, portanto essas observações são medições da quantidade de luz que chega de todo o sistema. Observações em comprimentos de onda cada vez maiores fornecem informação sobre partículas de poeira de tamanhos maiores e a distâncias maiores da estrela. Essas observações foram feitas com o telescópio James Clerk Maxwell e com o telescópio espacial Spitzer.